# Misha Omar
Samiha o Aisah Binti Omar (nacida el 6 de enero de 1982 en Kota Bharu, Kelantan), comúnmente conocida como Misha, es una cantante y actriz malaya. Ella fue descubierta por primera vez por Adnan Abu Hassan cuando fue finalista del "Bintang RTM" de la competencia en 2001 junto a compañeros cantantes como Azharina y Sarah Siti. Misha no ganó la oposición, pero su carrera posterior ha sido un éxito. En 2002, Misha lanzó su álbum debut "Misha", de la cual se lanzaron cuatro sencillos incluyendo el éxito "Bunga-Bunga Cinta". En 2003, Misha obtuvo la recién llegada opción ("Artis Barú Pilihan") en la "Era Anugerah" (Premios Era). Ella ha sido frecuentemente comparada con el cantante estrella de Malasia Nurhaliza Siti. En 2004, lanzó su 2 º álbum "Aksara" con el sencillo "Pulangkan". Su tercer álbum, Misha Omar fue promocionada en 2008.

## Discografía
| Fecha de lanzamiento   | Título     | Álbum Premio (RIM) |
| ---------------------- | ---------- | ------------------ |
| 2002 Sony BMG Malaysia | Misha      | Platinum (35,000)  |
| 2004 Sony BMG Malaysia | Aksara     | Platinum (25,000)  |
| 2008 Sony BMG Malaysia | Misha Omar |                    |

- Before 2004, Platinum was certificated when an album reached 35,000 copies.

## Álbum & Track

### Misha - 2002
- Bunga-Bunga Cinta
- Bunga-Bunga Cinta (Acoustic)
- Bunga-Bunga Cinta (Minus One)
- Lilitan Asmara
- Semoga Abadi
- Terpana
- Untukmu Selamanya
- Hingga Ke Akhir Nanti
- Kau Yang Amat Kusayang
- Kembali Ceria (feat Azlan Abu Hassan)
- Destiny
- Halaman Cinta
- Lilitan Asmara
- Jangan Berakhir
- Seiringan
- Takku Percaya

### Aksara - 2004
- Bersatu Dalam Rindu
- Dedebu Cinta
- Tiada Lagi Tangisan
- Riwayat Cinta (Gerak Khas The Movie Theme)
- Tak Ingin Lagi (feat Shazzy)
- Lara Hati
- Tiada Aku Mengerti
- Hati Keliru
- Tiada Ruang Untukku
- Pulangkan(feat Izzad Izzuddin - Pontianak Harum Sundal Malam Theme)

### Misha Omar - 2008
- 1. Jawapanmu
- 2. Sampai Di Sini
- 3. Sembunyi* duet Andy Flop Poppy
- 4. Cinta Adam & Hawa
- 5. Nafas Cahaya
- 6. Cinta Suci
- 7. Ku Seru
- 8. Cinta* duet Jaclyn Victor
- 9. Nafas Cahaya (Minus One)
- 10.Sembunyi (Minus One)
- 11.Jawapanmu (Minus One)

### Other Songs
- Percayalah Sayang (duet with Adam - Main-Main Cinta Theme)
- Takku Duga (duet with Saiful MI)
- Cinta (duet with Jaclyn Victor)
- Kuseru (Pontianak Harum Sundal malam II Theme)
- Menghitung Hari (dari Studio Satu Astro)
- Medley Keabadian Cinta & Selagi Ada Cinta (Dari Studio Satu Astro)
- Sinaran (Dari Studio Satu Astro)
- Warna (Dari Studi Satu Astro)
- Bunga-Bunga Cinta & Ayu (feat V.E)
- Segalanya (AIM - feat Ning,Siti,Sarah,Liza Hanim)
- Lelaki Idaman
- Bukan Cinta Biasa
- Kehebatan Cinta (AJL 2005)
- Kau Racun Hidupku
- Kerana Kau (Anugerah Skrin 2006)
- Jentayu (duet with Jac - Konsert Fenomena Misha & Jac RTM)
- Air Mata Kasih (Konsert Fenomena Misha & Jamal RTM)
- Malam Pesta Muda-Mudi (Konsert Fenomena Misha & Jamal RTM)
- Mata (Konsert Fenomena Misha & Jamal RTM)
- Gadis dan Bunga (Konsert Fenomena Misha & Jamal RTM)
- Syurga Idaman (Konsert Fenomena Misha & Jamal RTM)
- Terasing (Konsert Untukmu Sudir 2007)
- Di Dalam Sepi Itu(Konsert Untukmu Sudir 2007)
- Terlalu Cinta (Suara Emas Bintang RTM 2007)
- Widuri
- Bahtera Merdeka

## Sencillos
Taken from album Misha (2002)
- 2002 - Bunga-Bunga Cinta #
- 2002 - Lilitan Asmara
- 2003 - Halaman Cinta
- 2003 - Semoga Abadi
- 2003 - Terpana—taken from album Aksara (2004)--
- 2004 - Pulangkan # - Original Soundtrack for Pontianak Harum Sundal Malam
- 2004 - Dedebu Cinta
- 2005 - Tak Ingin Lagi (feat Shazzy)
- 2005 - Takku Duga (duet with Saiful Bakeri)
- 2005 - Riwayat Cinta - Original Soundtrack for GK3

Taken from album Misha Omar (released on 2008)
- 2005 - Ku Seru # - Original Soundtrack for Pontianak Harum Sundal Malam II
- 2006 - Nafas Cahaya #
- 2007 - Cinta (duet with Jaclyn Victor) - cover version of Melly Goeslaw & Krisdayanti's - Original Soundtrack for Cinta
- 2007 - Sembunyi (duet with Andy Flop Poppy)
- 2008 - Jawapanmu #
- 2009 - Cinta Adam & Hawa # - Original Soundtrack for TV series Julia Juli
- 2009 - Sampai Disini

1. - no.1 singles at major Billboard charts (such as Muzik.fm, era.fm & hot.fm)

## Peremios y logros
Anugerah Bintang Popular Berita Harian
- 2003 - Most Popular (Female) New Artist - won
- 2003 - Most Popular (Female) Singer (nominated)
- 2004 - Most Popular (Female) Singer (nominated)
- 2006 - Most Popular (Female) Singer (nominated)
- 2007 - Most Popular (Female) Singer (nominated)

Anugerah Juara Lagu
18th Juara Lagu Awards (2003)
- (Halaman Cinta composed by Adnan Abu Hassan made a cut as ballad songs semi-finalist)
- (Nominated through Bunga-bunga Cinta in ballad category)
- Grand Prix Song Champion for Bunga-bunga Cinta composed by Adnan Abu Hassan - won
- Ballad Song Champion for Bunga-bunga Cinta composed by Adnan Abu Hassan - won
- Best Vocal Performance for Bunga-bunga Cinta- won

19th Juara Lagu Awards (2004)
- (Nominated through Pulangkan in ballad category)
- Ballad Song Champion for Pulangkan composed by Ajai, Shuhaimi Baba & Habsah Hassan - won
- Best Vocal Performance for Pulangkan- won

20th Juara Lagu Awards (2005)
- (Dedebu Cinta composed by Azlan Abu Hassan made a cut as ballad songs semi-finalist)

21st Juara Lagu Awards (2006)
- (Nominated through Ku Seru composed by Ajai & Shuhaimi Baba in ballad category)
- (Nafas Cahaya composed by M Nasir & Loloq made a cut as ethnic creative songs semi-finalist)

22nd Juara Lagu Awards (2007)
- (Nominated through Sembunyi(a duet with Andy of Flop Poppy's) composed by Aidit Alfian & Loloq in Pop Rock category)

Anugerah Industri Muzik
10th Annual Music Industry Awards of Malaysia (AIM 10) - 2003
- Best New Artist - lost to Sarah Raisuddin
- Best Female Vocal Performance in an Album - lost to Siti Nurhaliza's Sanggar Mustika
- Song of the Year for Bunga-bunga Cinta Composed by Adnan Abu Hassan - lost to Keabadian Cinta sung by Anuar Zain

12th Annual Music Industry Awards of Malaysia (AIM 12) - 2005
- Best Recording Album for Aksara - lost to OAG's Satellite Ink
- Best Female Vocal Performance in an Album - lost to Siti Nurhaliza's Prasasti Seni
- Best Pop Album for Aksara - lost to Ning Baizura's Erti Pertemuan
- Song of the Year for Pulangkan composed by Ajai, Shuhaimi Baba & Habsah Hassan - lost to Awan Yang Terpilu sung by Ning Baizura

13th Annual Music Industry Awards of Malaysia (AIM 13) - 2006
- Song of the Year - Ku Seru composed by Ajai & Shuhaimi Baba - lost to Warkah Buatmu Laila sung by Zahid

16th Annual Music Industry Awards of Malaysia (AIM 16) - 2009
- Song of the Year for Nafas Cahaya composed by M Nasir & Loloq - won
- Song of the Year for Cinta Adam & Hawa composed by Azmeer & Loloq - lost to Nafas Cahaya sung by Misha Omar
- Album of the Year for Misha Omar produced by Ramli MS, Azmeer, Ajai, Aidit Alfian, Nurfatimah, Cat Farish & Omar K - lost to Siti Nurhaliza's Lentera Timur
- Best Pop Song for Cinta Adam & Hawa composed by Azmeer & Loloq - won
- Best Pop Song for Sampai Disini composed by Ajai & Slenn - lost to Cinta Adam & Hawa sung by Misha Omar
- Best Pop Ethnic Song for Nafas Cahaya composed by M Nasir & Loloq - won
- Best Pop Album for Misha Omar produced by Ramli MS, Azmeer, Ajai, Aidit Alfian, Nurfatimah, Cat Farish & Omar K - won

Total Nomination: 15
Total Win: 4
Anugerah Planet Muzik
4th Planet Music Awards
- Best Female New Artist - lost to Sarah Raisuddin

5th Planet Music Awards
- Best Female Vocal Performance - lost to Siti Nurhaliza
- Most Popular Song for Pulangkan - lost to Lagu Rindu sung by Siti Nurhaliza
- Most Popular Female Singer - lost to Siti Nurhaliza

7th Planet Music Awards
- Most Popular Female Singer - lost to Siti Nurhaliza

8th Planet Music Awards
- Most Popular Female Singer - lost to Siti Nurhaliza

Total Nomination: 6
Shanghai's Asia Music Festival 2003
- Gold Awards - won

MTV Asia Awards 2004
- Favorite Malaysian Artist - lost to Siti Nurhaliza

## Otros premios
Bintang RTM
- 2001 - Finalist - singing Salamiah Hassan's Menghitung Hari

Anugerah Era
3rd Era Awards (2003)
- Favorite Breakthrough Artist - won

4th Era Awards
- Favorite Female Singer - won
- Facvorite Pop Song for Pulangkan composed by Ajai, Shuhaimi Baba & Habsah Hassan
- Favorite Music Video for Pulangkan directed by Shamsul Cairel

7th Era Awards
- Favorite Global Song for Nafas Cahaya composed by M Nasir & Loloq - won
- Favorite Group/Duo Vocals (a duet with Andy of Flop Poppy)

Media Hiburan Awards (2004)
- Song of the Year - Bunga-bunga Cinta - won
- Favorite Breakthrough Artist - won
- Favorite Female Artist - lost to Siti Nurhaliza

Hits 1 Awards
1st Hits 1 Awards (2004)
- Champion - Song of the Year for Pulangkan - won

2nd Hits 1 Awards (2005)
- Finalist for Dedebu Cinta

3rd Hits 1 Awards (2006)
- 1st Runner-up - Song of the Year for Ku Seru - won
- Best Performance - won

5th Hits 1 Awards (2007)
- 1st Runner-up - Song of the Year for Nafas Cahaya - won
- Best Performance - won

## Filmes & Telecine
- 2005 Gerak Khas The Movie 3......as Misha (Supporting actor) Directed by Yusof Haslam
- 2006 Main-Main Cinta......as Farah (Leading actor) Directed by A Razak Mohaideen

## Drama
Telemovie
- 2006 - Jo Om Balik Raya (TV3)
- 2006 - Jo Om Balik Raya II (TV3)
- 2008 - Lela Latah (TV2)
- 2008 - Kecoh Petang Raya (TV3)
- 2009 - Kecoh Petang Raya Lagi (TV3)

TV Series
- 2009 - Julia Juli (TV3 & TV9)(26 episodes aired from January 2009 to April 2009)

## Rendimiento
Misha Omar had appear in these TV shows.
- Dari Studio Satu Astro
- Konsert Sure Heboh dan Jom Heboh
- Persembahan AIM, APM, AE, ASA, Anugerah Skrin
- Konsert Fenomena Misha & Jaclyn Victor RTM
- Konsert Fenomena Misha & Jamal Abdillah RTM
- Konsert Untukmu Sudir RTM
- Minggu Setiausaha
- Nite Of Soulful Star with Nora & Misha Omar
- Hotfm Big Jam 2007
- Hotfm Big Jam 2008

- Datos: Q9033634
- Multimedia: Misha Omar / Q9033634